# Jagdgeschwader 11
Jagdgeschwader 11 (zkr.: JG 11) byla stíhací eskadra německé Luftwaffe za druhé světové války. Tato eskadra, založená v dubnu 1943, byla vyzbrojena stíhačkami Messerschmitt Bf 109 a Focke-Wulf Fw 190. Vzrůstající počet denních náletů spojeneckých bombardovacích svazů na německá města způsobil nutnost navýšit počty stíhačů k obraně vzdušného prostoru říše, z toho důvodu byla JG 11 spolu s III. Gruppe Jagdgeschwader 54 (zkr.: III./JG 54) rozmístěna podél severoněmecké pobřežní linie, aby se zde postavila na odpor. Od července 1943 do jara 1944 se tak JG 11 ocitla v první obranné linii proti bombardérům USAAF, mezi něž patřily B-17 Flying Fortress a B-24 Liberator. Během léta 1943 pronikaly hluboko do vzdušného prostoru říše spojenecké bombardéry bez stíhacího doprovodu, stíhači JG 11 a Jagdgeschwader 1 (zkr.: JG 1) tak byli v neustálé pohotovosti a docházelo k četným střetům s protivníkem. V průběhu léta 1943 bylo eskadrami na západní frontě sestřeleno na 1200 spojeneckých letadel, přibližně 40 procent z nich společně sestřelily eskadry JG 11 a JG 1. Eskadra JG 11 se podílela na obraně Německa téměř až do samotného konce a zanikla teprve 4. dubna 1945.